# Йеша
Йеша (лат. Yesza) — верховный бог польского пантеона Яна Длугоша (третья четверть XV в.), соответствующий римскому Юпитеру. Этот наивысший бог более нигде в независимых от Длугоша источниках не упоминается и ещё в середине XIX века был признан продуктом воображения Длугоша.

## В неоязычестве
В родноверческой литературе можно встретить мнение, будто Йеша часто упоминается в польской литературе начала XV века. Так, Д. А. Гаврилов и А. Е. Наговицын утверждают, что в Ченстоховской рукописи Яна из Михочина (1423 г.) сказано:

в эти три дня (Троицких праздников): сходятся старухи, женщины и девушки, но не в храм, не на молитву, а на пляски, не бога, а дьявола, то есть Йеша, Ладо, Леля, Ныя. Такие если не покаются, да пойдут с «Yassa, Lado» к вечному проклятьию.

В действительности там сказано:

…наши старики, старухи и девушки не молятся о том, чтобы стать достойными восприятия святого духа, но в эти три дня, когда надлежало бы предаваться размышлениям (Троицын день, Духов день…), сходятся старухи, женщины и девушки, но не в храм, не на молитву, а на пляски; не к богу взывать, но к дьяволу: Issaya, Lado, Hely, laya. Если таковые не покаются, то пойдут вместе с lassa, Lado на вечные муки.

В славянском неоязычестве принято отождествлять Йешу с Ящером ввиду созвучности этих слов.